# Expediția Fram a lui Nansen

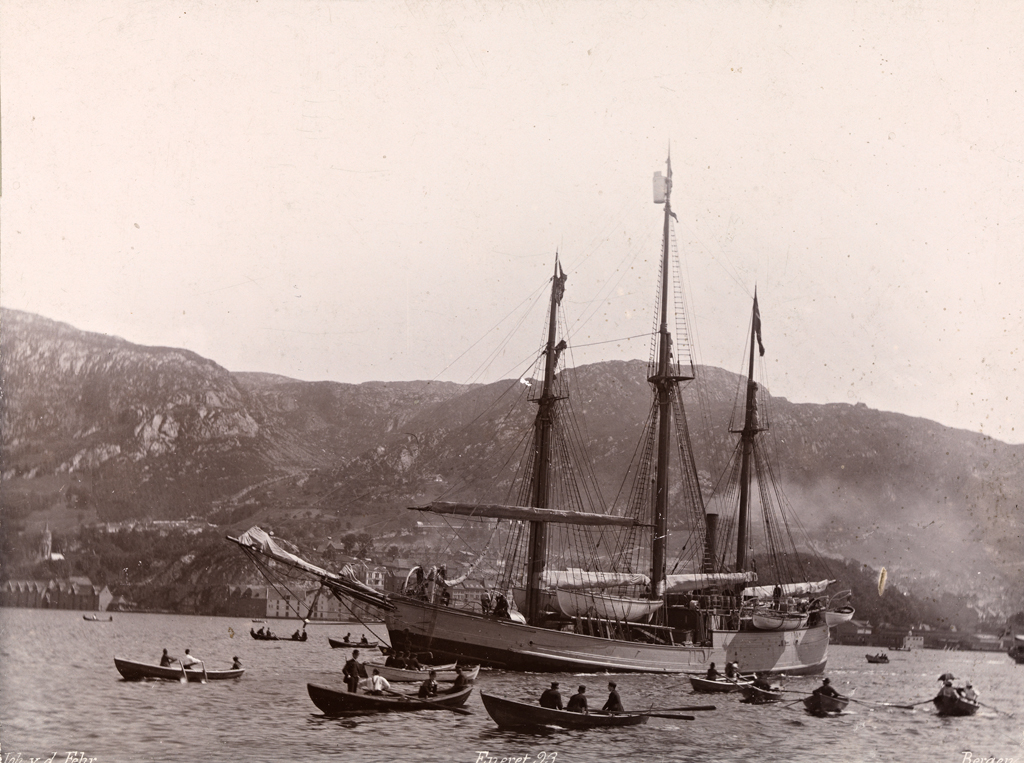
' pleacă din Bergen pe, către Oceanul Arctic

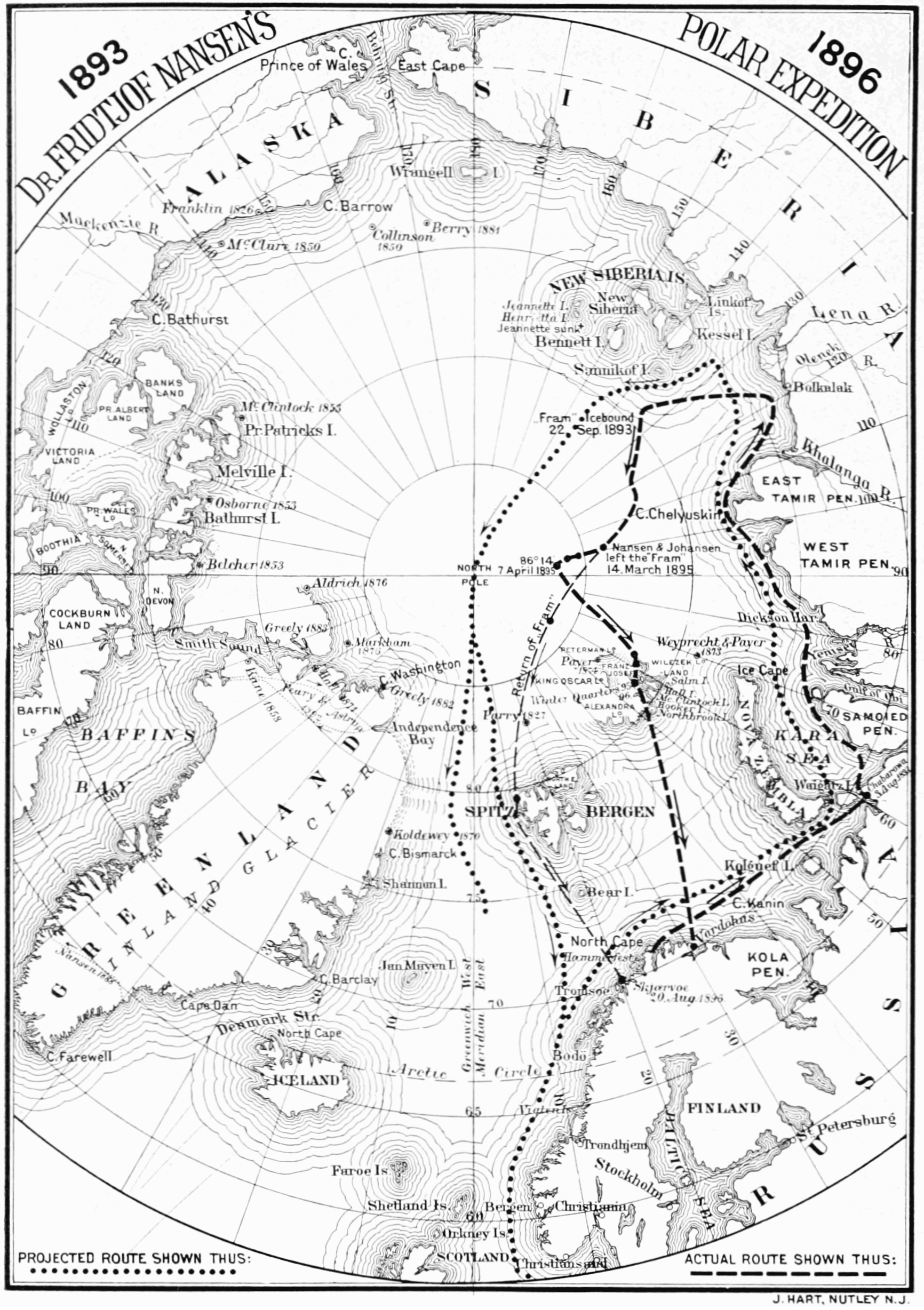
Hartă din acea perioadă, care arată regiunile traversate de expediție

Expediția Fram a lui Nansen din 1893–1896 a fost o încercare a exploratorului norvegian Fridtjof Nansen de a ajunge la Polul Nord geografic prin valorificarea curentului natural est-vest din Oceanul Arctic. În ciuda multiplelor mesaje de descurajare primite din partea altor exploratori polari, Nansen și-a luat nava Fram⁠(d) în Insulele Noua Siberie din estul Oceanului Arctic, a lăsat-o să fie încastrată în ghețuri⁠(d) și a așteptat ca deriva acetora să o poarte spre pol. Nerăbdător din cauza vitezei lente și caracterului neregulat al derivei, după 18 luni, Nansen și un însoțitor pe care și l-a ales, Hjalmar Johansen⁠(d), au părăsit nava cu o echipă de câini Samoed și cu sănii, și s-au îndreptat spre pol. Nu au ajuns acolo, dar au stabilit un nou record al nordului maxim⁠(d) cu 86°13,6' latitudine nordică, înainte de o lungă retragere peste gheață și apă pentru a ajunge în siguranță în Arhipelagul Franz Josef. Între timp, Fram a continuat să se deplaseze spre vest, în cele din urmă eliberându-se din ghețuri în Oceanul Atlantic de Nord.
Ideea expediției a apărut după ce unele obiecte de pe vasul american Jeannette⁠(d), care se scufundase în largul coastei de nord a Siberiei în 1881, au fost descoperite trei ani mai târziu în largul coastei de sud-vest a Groenlandei. Epava fusese evident transportată peste oceanul polar, poate chiar peste pol. Pe baza acestora și a altor resturi recuperate de pe coasta Groenlandei, meteorologul Henrik Mohn⁠(d) a dezvoltat o teorie a curentului transpolar de derivă⁠(d), care l-a determinat pe Nansen să creadă că o navă special concepută ar putea să fie încrustată în banchiza de gheață și să urmeze aceeași cale ca epava lui Jeannette, ajungând astfel în vecinătatea polului.
Nansen a supravegheat construcția unei nave cu o carenă rotunjită și alte caracteristici concepute pentru a rezista presiunii prelungite a gheții. Nava a fost rareori amenințată în timpul lungii ei perioade petrecute în gheață și a ieșit neavariată după trei ani. Observațiile științifice efectuate în această perioadă au contribuit semnificativ la dezvoltarea noii discipline a oceanografiei, care a devenit ulterior punctul central al lucrării științifice a lui Nansen. Deriva lui Fram și călătoria lui Nansen cu sania au dovedit în mod concludent că nu existau mase de uscat semnificative între continentul eurasiatic și Polul Nord și au confirmat faptul că regiunea polară nordică este o mare adâncă, acoperită de gheață. Deși Nansen s-a retras din activitatea de explorare după această expediție, metodele de călătorie și de supraviețuire pe care le-a dezvoltat împreună cu Johansen au influențat toate expedițiile polare, de nord și de sud, care au urmat în următoarele trei decenii.

## Context

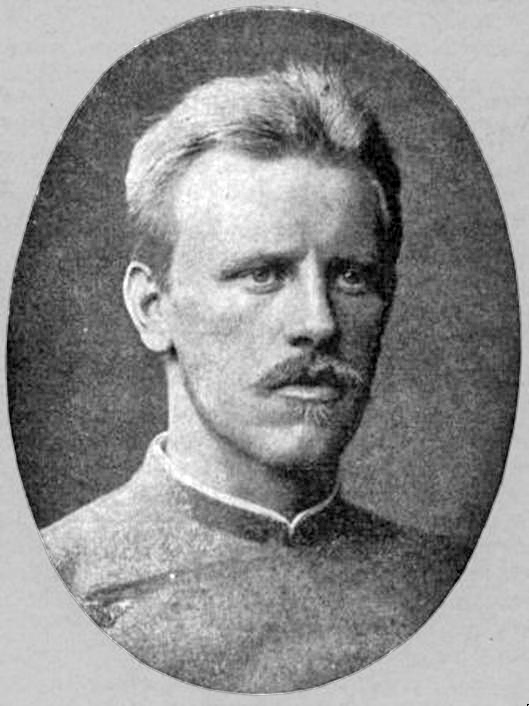
Fridtjof Nansen în vremea când a traversat Groenlanda

În septembrie 1879, Jeannette, o fostă canonieră a Marinei Regale Britanice, transformată de Marina SUA pentru explorare arctică și aflată sub comanda lui George W. De Long⁠(d), a intrat în banchiza de la nord de strâmtoarea Bering. Ea a rămas blocată între ghețuri timp de aproape doi ani, în derivă în zona Insulelor Noua Siberie, înainte de a fi zdrobită și scufundată la 13 iunie 1881. Echipajul ei a scăpat pe bărci și s-a îndreptat spre coasta Siberiei; majoritatea, inclusiv De Long, au pierit ulterior fie în timpul călătoriei cu barca, fie în pustiul din delta râului Lena. Trei ani mai târziu, rămășițe ale lui Jeannette au apărut în partea opusă a lumii, aproape de Julianehaab⁠(d), pe coasta de sud-vest a Groenlandei. Printre aceste obiecte, încastrate în gheața ce a plutit în derivă, s-au numărat haine având brodate purta numele membrilor echipajului și documente semnate de De Long; toate erau indiscutabil autentice.
Într-o prelegere susținută în 1884 la Academia Norvegiană de Științe și Litere⁠(d), dr. Henrik Mohn⁠(d), unul dintre fondatorii meteorologiei moderne, a susținut că descoperirea rămășițelor lui Jeannette demonstrează existența unui curent oceanic care curge de la est la vest pe tot cuprinsul Oceanului Arctic. Guvernatorul danez din Julianehaab a scris despre această descoperire, exprimând supoziția că, dacă nava ei s-ar dovedi suficient de puternică, o expediție care s-ar bloca între ghețuri în marea Siberiei ar putea să traverseze oceanul polar și să debarce în sudul Groenlandei. Aceste teorii au fost citite cu interes de către Fridtjof Nansen, la vârsta de 23 de ani, pe când lucra drept curator la Muzeul din Bergen în timp ce își termina studiile doctorale. Nansen era deja captivat de nordul înghețat; cu doi ani mai devreme, el a experimentat o călătorie de patru luni cu baleniera⁠(d) Viking, care a inclus trei săptămâni prins în gheața în derivă. Expert schior, Nansen își făcea planuri să conducă prima traversare a calotei glaciare a Groenlandei, un obiectiv amânat de cerințele studiilor sale academice, dar realizat în 1888–89. De-a lungul acestor ani, Nansen a ținut minte teoria derivei arctice est-vest și de posibilitățile ei inerente pentru continuarea explorării polare și, la scurt timp după întoarcerea sa din Groenlanda, era gata să-și anunțe planurile.

## Pregătiri

### Planul

Oceanul Arctic, arătând un curs teoretic al unei derive de la Insulele Noii Siberiei către Oceanul Atlantic

În februarie 1890, Nansen s-a adresat unei reuniuni a Societății Geografice Norvegiene⁠(d) de la Oslo (numit pe atunci Christiania). După ce a atras atenția asupra eșecurilor numeroaselor expediții care se apropiaseră de Polul Nord dinspre vest, el a luat în considerare implicațiile descoperirii obiectelor de pe Jeannette, împreună cu alte descoperiri ulterioare ale unor bucăți de lemn și a altor resturi din Siberia sau Alaska care fuseseră identificate de-a lungul coastei Groenlandei. „Punând toate acestea cap la cap”, a spus Nansen, „suntem conduși la concluzia că un curent curge... din Marea Arctică Siberiană până pe coasta de est a Groenlandei”, trecând probabil peste Pol. Părea evident că ce se putea face era „să ne îndreptăm spre curentul de pe acea parte a Polului unde curge spre nord și, cu ajutorul lui, să pătrundem în acele regiuni în care toți cei care până acum au muncit împotriva curentului au căutat zadarnic să ajungă”.
Planul lui Nansen necesita o navă mică, puternică și manevrabilă, propulsată cu vele și un motor, capabilă să transporte combustibil și provizii pentru doisprezece oameni timp de cinci ani. Nava trebuia să urmeze traseul lui Jeannette către Insulele Noua Siberie și, în poziția aproximativă a scufundării lui Jeannette, când condițiile gheții erau potrivite, „ne vom deschide drum printre ghețuri cât de departe putem”. Nava avea să plutească apoi spre pol în derivă cu gheața și în cele din urmă să agungă din nou la mare între Groenlanda și Spitsbergen. În cazul în care nava s-ar scufunda, o posibilitate pe care Nansen o credea foarte puțin probabilă, grupul ar fi urmat să-și pună tăbăra pe un sloi de gheață și să se lase dus în siguranță. Nansen remarca: „dacă Expediția Jeannette ar fi avut suficiente provizii și ar fi rămas pe banchiza de gheață pe care s-au găsit rămășițele, rezultatul ar fi fost, fără îndoială, foarte diferit de ceea ce s-a întâmplat”.
Când planurile lui Nansen au devenit cunoscute publicului, New York Times s-a declarat entuziasmat, considerând „foarte probabil că există o rută relativ scurtă și directă prin Oceanul Arctic prin Polul Nord și că natura însăși a furnizat o cale de comunicație prin acesta.” Cu toate acestea, majoritatea navigatorilor polari experimentați priveau ideea cu dispreț. Exploratorul american Adolphus Greely⁠(d) a numit-o „o schemă ilogică de autodistrugere”; asistentul său, locotenentul David Brainerd, a numit-o „una dintre cele mai prost înțelese stratageme în care s-a angajat cineva vreodată” și a prezis că se va termina cu un dezastru. Sir Allen Young, un veteran al căutărilor după expediția pierdută a lui Sir John Franklin, nu credea că o navă ar putea fi construită pentru a rezista presiunii zdrobitoare a gheții: „Dacă nu există umflături, gheața trebuie să treacă prin ea, indiferent de materialul din care este făcută”. Sir Joseph Hooker, care navigase spre sud cu James Clark Ross în 1839–43, era de aceeași părere și considera că riscurile nu merită asumate. Cu toate acestea, la fel de experimentatul Sir Leopold McClintock⁠(d) a spus despre proiectul lui Nansen că este „cel mai aventuros program adus vreodată sub atenția Societății Regale de Geografie”. Filantropul suedez Oscar Dickson⁠(d), care finanțase cucerirea Pasajului de Nord-Est⁠(d) de către baronul Nordenskiöld în 1878–79, era suficient de impresionat pentru a se oferi să suporte costurile lui Nansen. Cu toate acestea, cum naționalismul norvegian era în creștere, acest gest din partea partenerului de uniune, Suedia, a provocat ostilitate în presa norvegiană; Nansen a decis să se bazeze exclusiv pe sprijinul norvegienilor și a refuzat propunerea lui Dickson.

### Finanțarea
Estimarea inițială a lui Nansen pentru costul total al expediției a fost de 300,000 kr. După ce a ținut un discurs pasionat în fața Parlamentului Norvegiei (Storting), Nansen a primit o bursă de 200.000 NOK; restul a fost strâns din contribuții private care au cuprins 20.000 coroane de la regele Oscar al II-lea al Norvegiei și Suediei. Royal Geographical Society de la Londra a dat 300 de lire sterline (aproximativ 6.000 NOK). Din nefericire, Nansen subestimase finanțarea necesară — doar nava avea să coste mai mult decât totalul de care dispunea. O nouă cerere adresată Stortingului a adus încă 80.000 NOK, și o cerere națională de donații a ridicat totalul general la 445.000 NOK. Potrivit propriei relatări a lui Nansen, el a compensat necesarul suplimentar din propriile sale resurse. Biograful său Roland Huntford⁠(d) consemnează că deficitul final de 12.000 NOK a fost compensat de doi susținători bogați, Axel Heiberg⁠(d) și un expat englez, Charles Dick.

### Nava

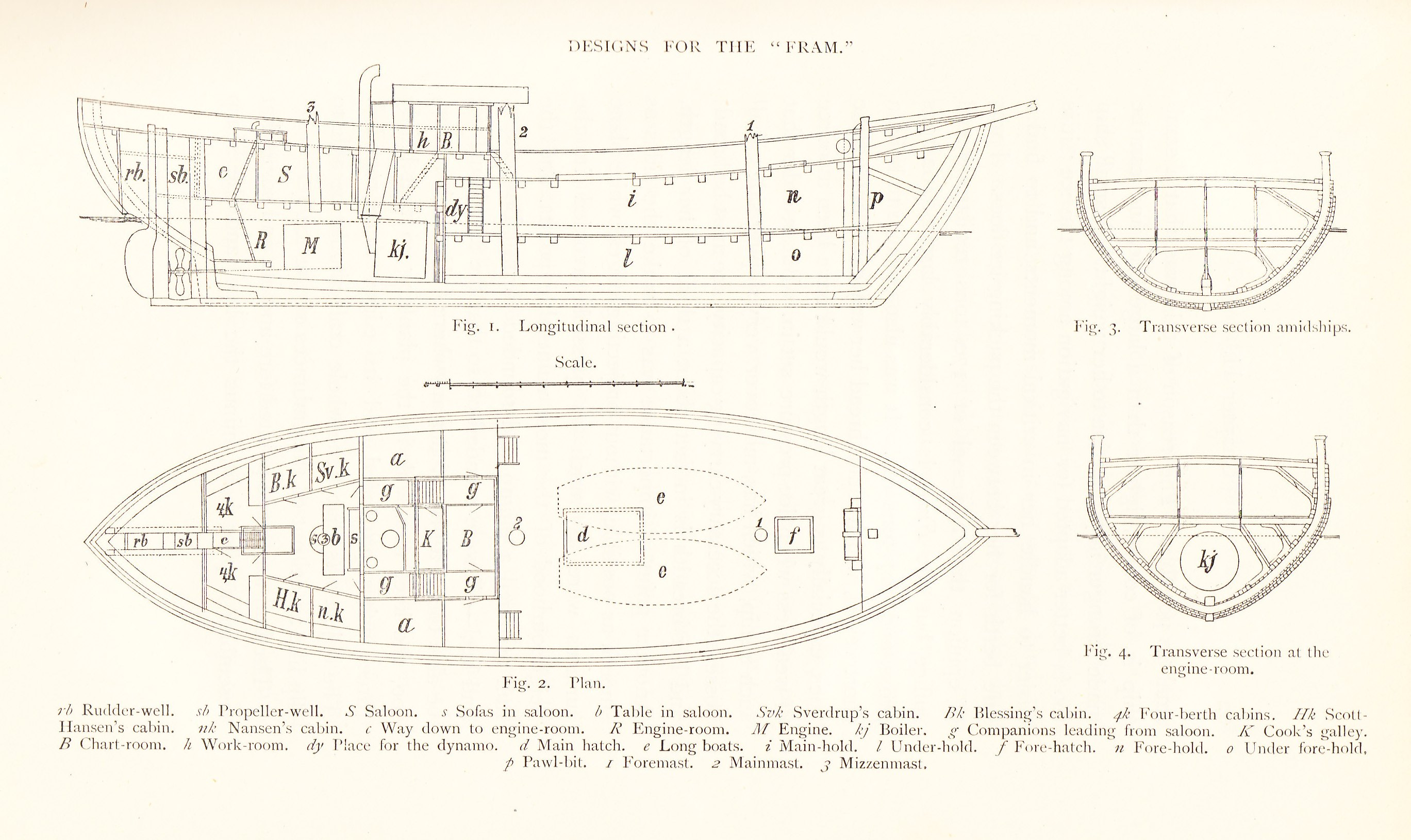
Desen în secțiune și în plan pentru Fram, așa cum au fost convenit proiectul între Nansen și constructorul de nave

Nansen l-a ales pentru a-i proiecta și construi nava pe Colin Archer⁠(d), principalul constructor și arhitect naval din Norvegia. Archer era bine cunoscut pentru un designul special al carenei, care combina navigabilitatea cu un pescaj redus și era pionier al proiectării ambarcațiunilor „cu două capete”, în care pupa convențională era ascuțită în loc de plată, sporind manevrabilitatea. Nansen consemna faptul că Archer a făcut „plan după plan al navei proiectate; un model după altul a fost pregătit și abandonat”. În cele din urmă, s-a ajuns la un acord asupra unui proiect, iar la 9 iunie 1891, cei doi au semnat contractul.
Nansen voia ca nava să fie gata într-un an; era dornic să plece înainte ca oricine altcineva să-i poată adopta ideile și să i-o ia înainte. Cea mai semnificativă caracteristică vizibilă a navei era rotunjimea carenei, proiectată astfel încât să nu existe niciun punct de care gheața să se poată apuca. Prora, pupa și chila erau rotunjite, iar părțile laterale netezite astfel încât, după cum spunea Nansen, vasul să „alunece ca un țipar din îmbrățișările gheții”. Pentru a oferi o rezistență excepțională, carena a fost acoperită cu lemn de inimă-verde⁠(d) sud-american, cel mai dur lemn disponibil. Cele trei straturi de lemn care formează carena asigurau o grosime combinată între 60–70 cm, crescând la aproximativ 1,25 m la prova, care era mai departe protejată de un pilon de fier proeminent. Un plus de rezistență era oferit și de traverse și întărituri pe toată lungimea carenei.

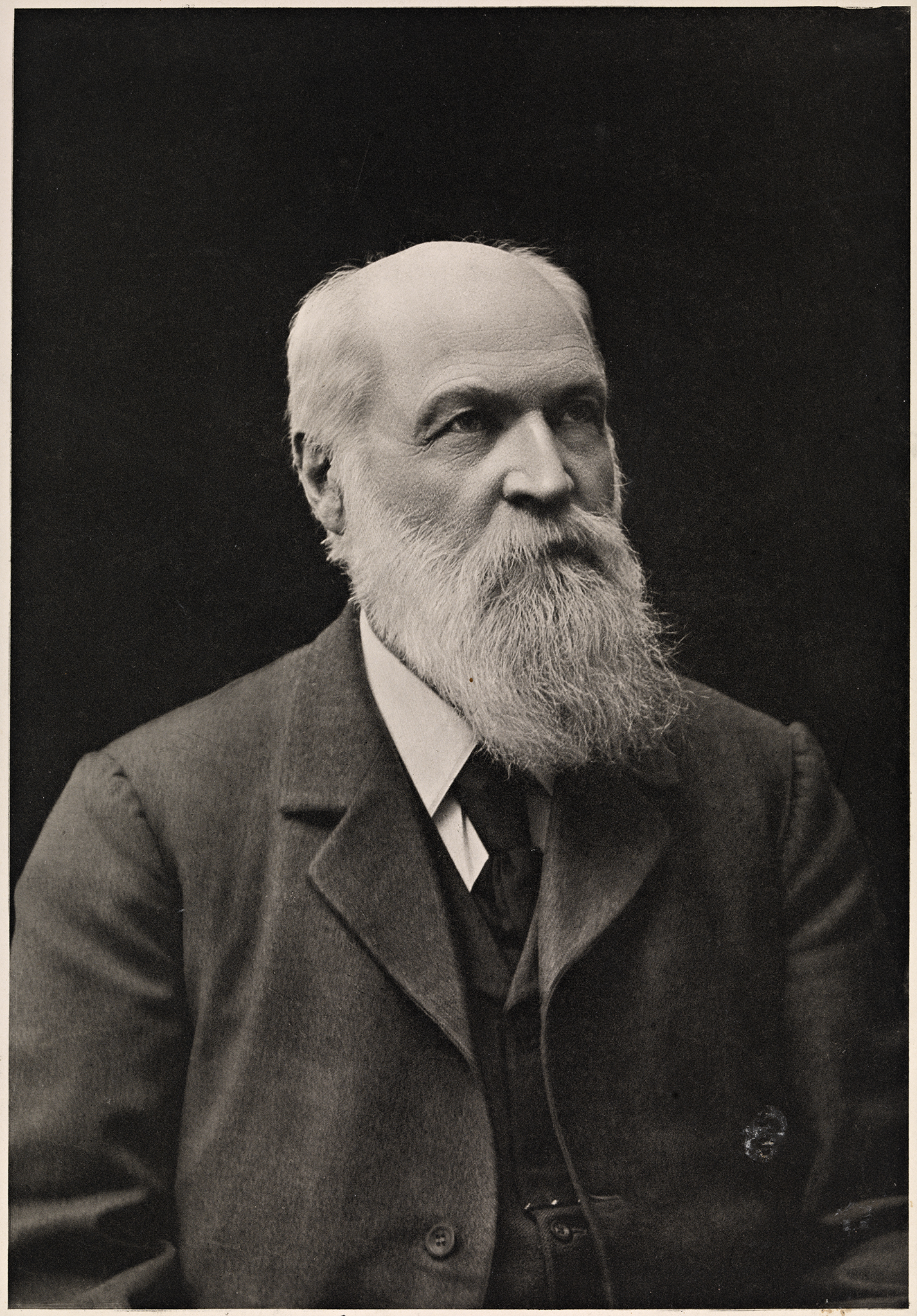
Colin Archer, proiectant și constructor al lui Fram

Nava a fost echipată ca o goeletă cu trei catarge, cu o suprafață totală a velelor de 560 m². Motorul său auxiliar de 220 cai-putere era capabil de viteze de până la 7 noduri (13 km/h). Cu toate acestea, viteza și ușurința de navigare erau pe plan secundar, în urma cerinței de a oferi o fortăreață sigură și caldă pentru Nansen și echipajul său în timpul unei derive care se putea extinde pe câțiva ani, așa că s-a acordat o atenție deosebită izolației spațiilor de locuit. Cu un tonaj înregistrat brut⁠(d) de circa 400, nava era considerabil mai mare decât anticipase Nansen inițial, cu o lungime totală de 39 m și o lățime de 11 m, un raport de puțin peste trei la unu, dându-i un aspect neobișnuit de bondoc. Această formă ciudată era explicată de Archer: „O navă care este construită ținând cont exclusiv de adecvarea ei pentru obiectivul [lui Nansen] trebuie să difere în esență de orice navă cunoscută”. La 6 octombrie 1892, în șantierul naval al lui Archer din Larvik, nava a fost lansată la apă de soția lui Nansen, Eva⁠(d), după o scurtă ceremonie. Nava a fost botezată Fram, adică „Înainte”.

### Echipajul
Pentru expediția sa din Groenlanda din 1888–1889, Nansen s-a îndepărtat de tradiționala dependență de cantitatea de nave, rezerve și personal, bazându-se în schimb pe un grup mic, bine pregătit. Folosind același principiu pentru călătoria cu Fram, Nansen a ales un grup de doar doisprezece oameni dintre miile de persoane din întreaga lume care s-au oferit. Un solicitant a fost Roald Amundsen, pe atunci în vârstă de 20 de ani, viitorul cuceritor al Polului Sud, a cărui mamă l-a oprit însă să plece. Exploratorul englez Frederick Jackson⁠(d) a aplicat, dar Nansen a vrut doar norvegieni, așa că Jackson și-a organizat propria expediție în Țara Franz Josef.
Pentru conducerea navei și ca secund al întregii expediții, Nansen l-a ales pe Otto Sverdrup⁠(d), un marinar experimentat care luase parte la traversarea Groenlandei. Theodore Jacobsen, care avea experiență în Arctica drept căpitan de sloop, s-a angajat ca secund al lui Fram, iar un tânăr locotenent de marină, Sigurd Scott Hansen⁠(d), s-a ocupat de observațiile meteorologice și magnetice. Doctorul navei și botanistul expediției a fost Henrik Blessing, care absolvise medicina puțin înainte ca Fram să ridice ancora. Hjalmar Johansen⁠(d), un locotenent din rezerva armatei și expert în conducerea câinilor, a fost atât de hotărât să se alăture expediției încât a acceptat să se înscrie ca fochist⁠(d), singurul post care mai rămăsese disponibil. De asemenea, Adolf Juell, cu o experiență de 20 de ani pe mare ca ofițer și căpitan, a preluat postul de bucătar în voiajul lui Fram. Ivar Mogstad a fost un oficial la spitalul de psihiatrie Gaustad⁠(d), dar abilitățile sale tehnice ca mecanic l-au impresionat pe Nansen. Cel mai în vârstă membru al echipajului, la 40 de ani, a fost inginerul-șef, Anton Amundsen (fără legătură cu Roald). Al doilea inginer, Lars Pettersen, i-a ascuns lui Nansen faptul ca era suedez și, deși a fost descoperit în curând de colegii săi, i s-a permis să rămână în expediție, singurul din grup care nu era norvegian. Restul membrilor echipajului au fost Peter Henriksen, Bernhard Nordahl și Bernt Bentzen, ultimul alăturându-se expediției de la Tromsø foarte din scurt.

## Călătoria

Rute parcurse în timpul expediției Fram din 1893–96:
Ruta lui Fram către este de la Vardø de-a lungul coastei siberiene, virajul spre nord la Insulele Noua Siberie pentru a intra în gheață, iulie–septembrie 1893
Deriva lui Fram în gheață de la insulele Noua Siberie spre nord și vest la Spitsbergen, septembrie 1893 – august 1896
Marșul lui Nansen și Johansen până la nordul maxim, 86°13.6′N, și retragerea ulterioară spre Capul Flora din Țara Franz Josef, martie 1895 – iunie 1896
Întoarcerea lui Nansen și Johansen la Vardø de la Capul Flora, august 1896
Călătoria lui Fram de la Spitsbergen la Tromsø, august 1896

### Călătoria până la gheață
Înainte de începerea călătoriei, Nansen a decis să se abată de la planul său inițial: în loc să urmeze traseul lui Jeannette către Insulele Noua Siberie prin Strâmtoarea Bering, avea să facă o călătorie mai scurtă, prin Pasajul de Nord-Est⁠(d) al lui Nordenskiöld de-a lungul coastei de nord a Siberiei. Fram a părăsit Christiania la 24 iunie 1893, în uralele a mii de binevoitori și cu un salut cu salve de tun din cetate. Acesta a fost primul dintr-o serie de saluturi de care s-a bucurat Fram pe măsură ce a navigat în jurul coastei și s-a deplasat spre nord, ajungând la Bergen pe 1 iulie (unde s-a ținut un mare banchet în onoarea lui Nansen), Trondheim pe 5 iulie și Tromsø, la nord de cercul polar de nord, o săptămână mai târziu. Ultimul port norvegian de escală a fost Vardø, unde Fram a sosit pe 18 iulie. După ce proviziile finale au fost luate la bord, Nansen, Sverdrup, Hansen și Blessing și-au petrecut ultimele ore pe mal într-o saună, fiind loviți cu crenguțe de mesteacăn de două tinere.
Prima etapă a călătoriei spre est a dus-o pe Fram peste Marea Barents spre Novaia Zemlea și apoi spre așezarea Habarova din nordul Rusiei, unde a fost adus la bord primul lot de câini. Pe 3 august, Fram a pus ancora și s-a deplasat cu precauție spre est, intrând în Marea Kara a doua zi. Puține nave navigaseră pe Marea Kara înainte, iar hărțile erau incomplete. La 18 august, în zona deltei râului Enisei, a fost descoperită o insulă necartografiată, botezată Insula Sverdrup⁠(d) după comandantul lui Fram. Fram se îndrepta acum spre Peninsula Taimîr și Capul Celiuskin, cel mai nordic punct al masei continentale eurasiatice. Ghețurile masive au încetinit înaintarea expediției, iar la sfârșitul lunii august aceasta a fost oprită timp de patru zile, cât timp cazanul navei a fost reparat și curățat. Echipajul a avut de-a face și cu fenomenul de apă moartă⁠(d), în care înaintarea navei este împiedicată de disiparea energiei cauzată de un strat de apă dulce care se află deasupra apei sărate mai grele. La 9 septembrie, i s-a deschis o întindere largă de apă fără gheață, iar a doua zi Fram a ocolit Capul Celiuskin — a doua navă care a făcut acest lucru, după Vega lui Nordenskiöld în 1878 — și a pătruns în Marea Laptev.
După ce a fost împiedicat de ghețuri să ajungă la gura râului Oleniok⁠(d), de unde un al doilea lot de câini aștepta să fie ridicat, Fram s-a deplasat spre nord și est, spre Insulele Noua Siberie. Speranța lui Nansen era să găsească apă deschisă la 80° latitudine nordică și apoi să intre în banchiză; cu toate acestea, pe 20 septembrie, s-a observat gheață chiar la sud de 78°. Fram a urmat linia gheții înainte de a se opri într-un mic golf dincolo de paralela de 78°. Pe 28 septembrie, a devenit evident că gheața nu se va sparge, iar câinii au fost mutați de pe navă în cotețe pe gheață. Pe 5 octombrie, cârma a fost ridicată într-o poziție de siguranță, iar nava, după cum spunea Scott Hansen, a fost „bine și cu adevărat ancorată pentru iarnă”. Poziția era 78°49′N, 132°53′E.

### Deriva (prima fază)
Pe 9 octombrie, Fram a avut prima experiență de presiune a gheții. Designul lui Archer a fost repede justificat, când s-a văzut cum nava s-a înălțat și a coborât, fără ca gheața să prindă carena. În rest, primele săptămâni în gheață au fost dezamăgitoare, deoarece deriva imprevizibilă a deplasat-o pe Fram în cerc, când spre nord, când spre sud; pe 19 noiembrie, după șase săptămâni, Fram se afla la sud de latitudinea la care intrase în gheață.

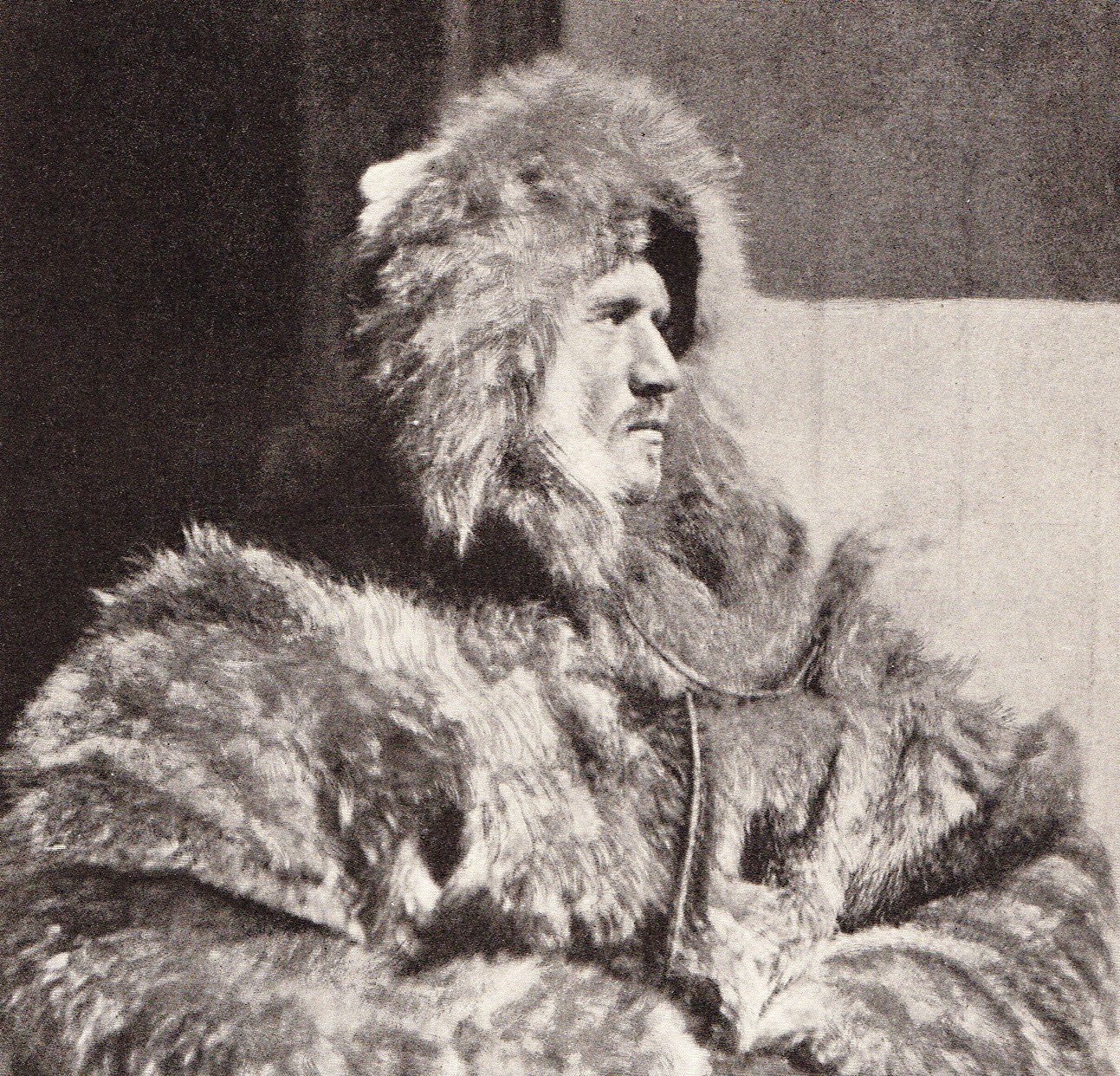
Hjalmar Johansen, fochistul lui Fram, expert în conducerea câinilor, însoțitorul ales de Nansen pentru cursa către Polul Nord

După ce soarele a apus definitiv pentru iarnă pe 25 octombrie, nava a fost iluminată de lămpi electrice de la un generator eolian. Echipajul s-a cufundat într-o comodă rutină în care plictiseala și lipsa de activitate erau principalii dușmani. Bărbații au început să se enerveze unii pe alții și uneori izbucneau certuri. Nansen a încercat să înceapă un ziar, dar proiectul a eșuat curând din cauza lipsei de interes. Au fost întreprinse sarcini mărunte și s-au menținut observațiile științifice, dar nu a apărut nicio urgență. Nansen și-a exprimat frustrarea în jurnalul său: „Simt că trebuie să trec peste această lâncezire, această inerție și să găsesc o supapă pentru energiile mele”. Și mai târziu: „Nu poate să se întâmple ceva? Nu putea să vină un uragan și să rupă gheața asta?” Abia după anul nou, în ianuarie 1894, direcția s-a stabilizat spre nord. Linia de 80° a fost în cele din urmă depășită pe 22 martie.
Pe baza direcției incerte și a vitezei mici a derivei, Nansen a calculat că i-ar putea lua navei cinci ani pentru a ajunge la pol. În ianuarie 1894, el discutase pentru prima dată atât cu Henriksen, cât și cu Johansen despre posibilitatea de a face o călătorie cu sania cu câinii, de la Fram până la pol, dar ei nu și-au făcut imediat planuri concrete. Primele încercări ale lui Nansen de a stăpâni conducerea câinilor au fost un eșec jenant, dar a perseverat și a obținut treptat rezultate mai bune. De asemenea, a descoperit că viteza normală de schi fond era aceeași cu cea a câinilor care trag săniile încărcate. Bărbații puteau călători prin propriile puteri, schiind, în loc să urce pe sanie, iar încărcarea săniilor putea fi mărită corespunzător. Conform biografului și istoricului Roland Huntford⁠(d), aceasta a echivalat cu o revoluție a metodelor de călătorie polară.

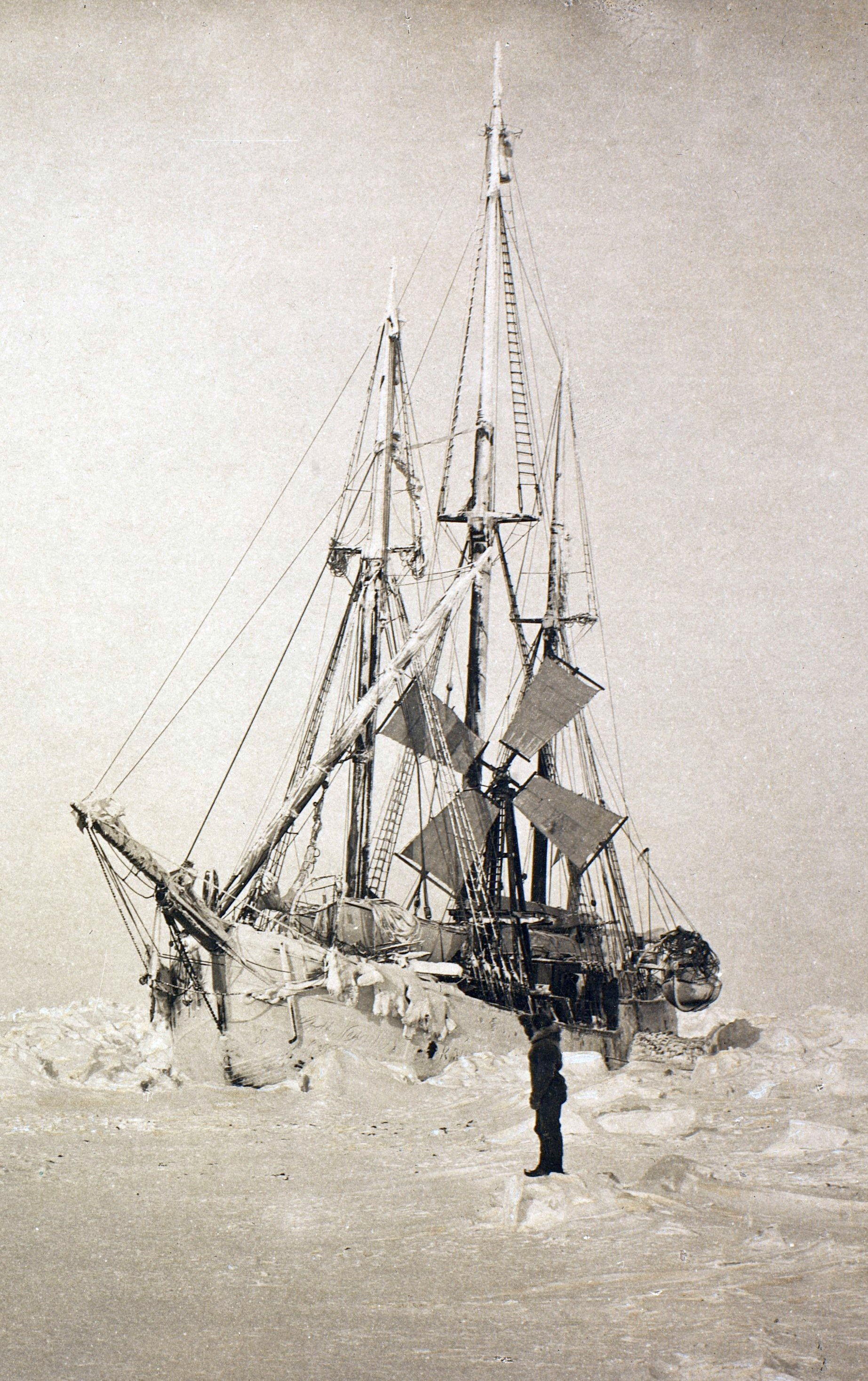
Fram, blocată în gheață, martie 1894

Pe 19 mai, la două zile după sărbătorirea Zilei Naționale a Norvegiei⁠(d), Fram a depășit 81°, ceea ce a indică faptul că viteza navei spre nord creștea încet, deși încă nu depășise o milă (1,6 km) pe zi. Cu convingerea tot mai mare că va fi necesară o călătorie cu sania pentru a ajunge la pol, în septembrie, Nansen a hotărât ca toată lumea să practice schiul timp de două ore pe zi. Pe 16 noiembrie, el a anunțat echipajul care era intenția lui: ca el și un însoțitor să părăsească nava și să plece spre pol când va fi depășită paralela de 83°. După ce vor fi ajuns la pol, cei doi aveau să se îndrepte spre Țara Franz Josef și apoi să traverseze spre Spitsbergen, unde sperau să găsească o navă care să-i ducă acasă. Trei zile mai târziu, Nansen l-a rugat pe Hjalmar Johansen, cel mai experimentat om din echipaj la mânatul câinilor, să i se alăture în călătoria polară.
Echipajul și-a petrecut lunile următoare pregătindu-se pentru viitoarea călătorie pe jos spre pol. Pe modelul inuit, ei au construit qamutit⁠(d) care ar facilita călătoria rapidă pe teren accidentat de gheață și au construit caiace pentru a fi utilizate în timpul traversărilor de apă pe care le anticipau. Au urmat nesfârșite probe de îmbrăcăminte specială și alte echipamente. Cutremure violente și prelungite au început să zguduie nava pe 3 ianuarie 1895, iar două zile mai târziu echipajul a debarcat, așteptându-se ca nava să fie zdrobită. Presiunea însă s-a redus, iar echipajul s-a întors la bord și a reluat pregătirile pentru călătoria lui Nansen. După acele emoții, s-a consemnat că Fram depășise deja cel mai îndepărtat record nordic al lui Greely⁠(d), de 83°24', iar pe 8 ianuarie se afla la 83°34′N.

### Marșul către Pol

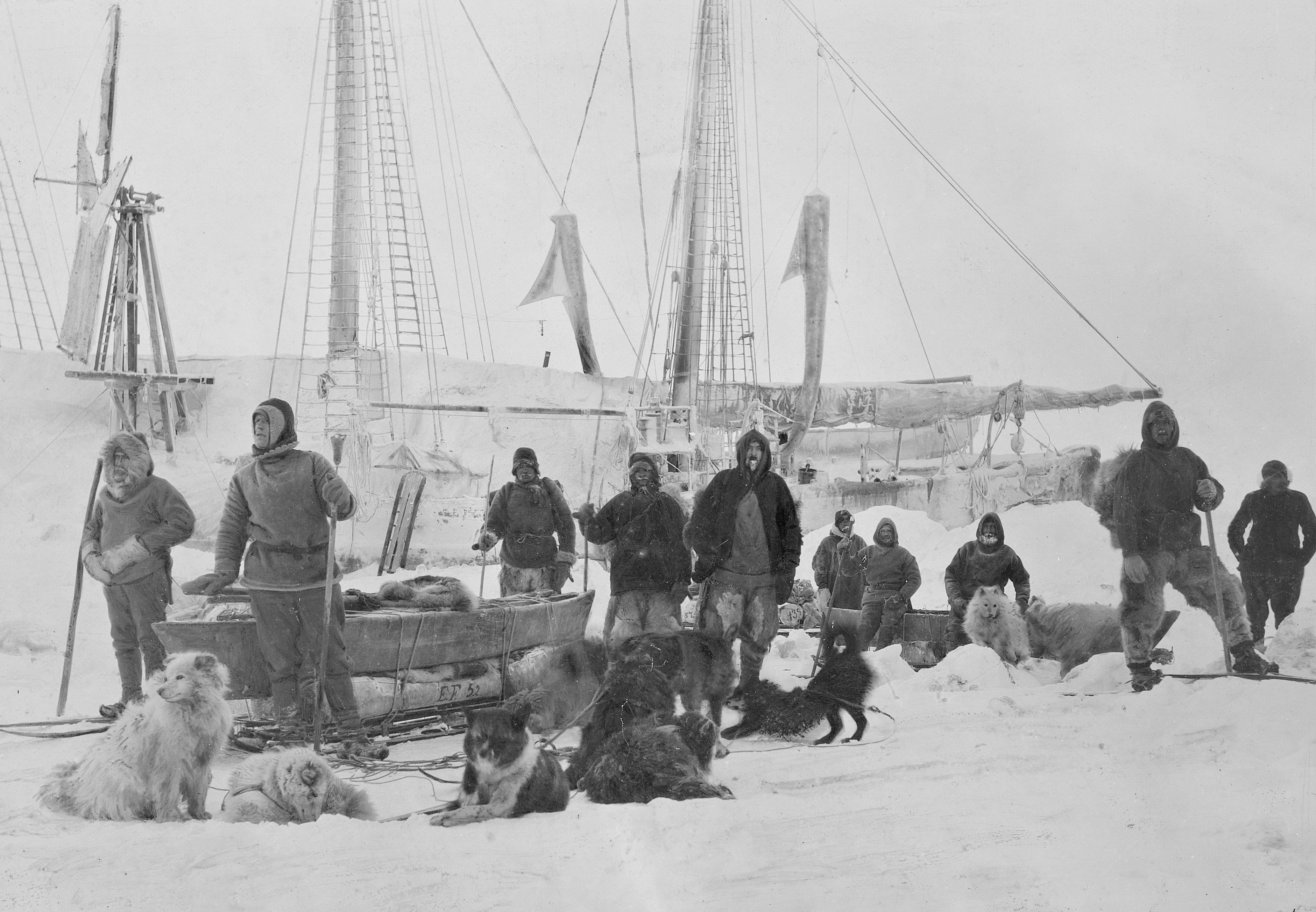
Nansen și Johansen pleacă în cele din urmă în călătoria lor polară,. Nansen este figura înaltă, a doua de la stânga; Johansen este al doilea din dreapta.

La 17 februarie 1895, Nansen a început o scrisoare de adio către soția sa, Eva, scriind că, dacă va ajunge la durere, „vei ști că chipul tău va fi ultimul pe care îl văd”. De asemenea, citea tot ce putea despre Țara Franz Josef, destinația pe care o urmărea după pol. Arhipelagul fusese descoperit în 1873 de Julius Payer⁠(d) și cartografiat incomplet. Se pare că, totuși, era locuită de nenumărați urși și foci, iar Nansen o considera o sursă excelentă de hrană în călătoria sa de întoarcere către civilizație.
Pe 14 martie, cu nava aflată la 84°4′N, cei doi și-au început în sfârșit marșul polar. A fost a treia lor încercare de a părăsi nava; pe 26 februarie și din nou pe 28, avariile suferite de sănii îi forțaseră să se întoarcă după ce parcurseseră distanțe scurte. După aceste accidente, Nansen și-a revizuit complet echipamentul, a redus la minimum proviziile de călătorie, a recalculat greutățile și a redus convoiul la trei sănii, înainte de a da ordinul de a începe din nou. Un grup de suport i-a însoțit pe cei doi și a făcut tabără cu ei în prima noapte. A doua zi, Nansen și Johansen au plecat singuri pe schiuri.
Cei doi au călătorit inițial în principal pe întinderi plane de zăpadă. Nansen alocase 50 zile pentru a acoperi cele 356 mile marine (660 km) până la pol, ceea ce impunea o medie zilnică de șapte mile marine (13 km). La 22 martie, o observație cu sextantul a relevat că cei doi călătoriseră 65 mile marine (120 km) spre pol la o medie zilnică de peste nouă mile marine (17 km), realizare obținută în ciuda temperaturilor foarte scăzute, de obicei în jurul valorii de −40 °C și a unor accidente minore, inclusiv pierderea aparatului montat pe sanie care înregistra kilometrajul. Cu toate acestea, pe măsură ce suprafețele au devenit neuniforme și deplasarea cu schiurile se îngreuna, viteza a scăzut. O citire a sextantului din 29 martie la 85°56′N arăta că o călătorie de o săptămână îi adusese cu 47 mile marine (87 km) mai aproape de pol, dar și că distanța medie zilnică scădea. Mai îngrijorător, o citire a teodolitului în acea zi a sugerat că se aflau de fapt doar la 85°15′N și nu aveau cum să știe care dintre valori era corectă. Ei și-au dat seama că se luptă cu o derivă spre sud și că distanțele parcurse nu echivalau neapărat cu progresia spre nord. Jurnalul lui Johansen stă mărturie moralului său în scădere: „Degetele mele sunt toate distruse. Toate mănușile sunt înghețate tun... Devine din ce în ce mai rău... Dumnezeu știe ce se va întâmpla cu noi”.

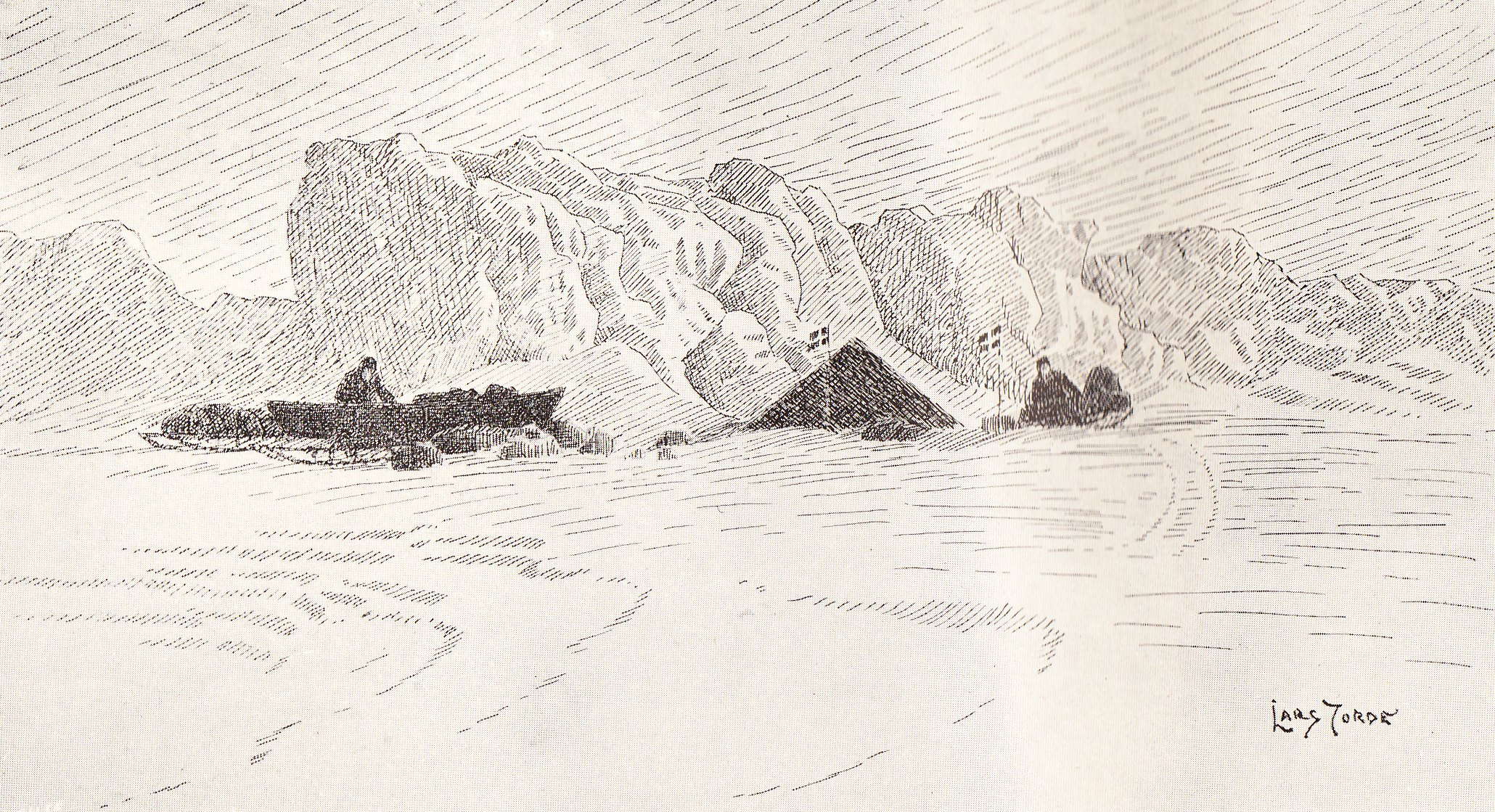
Desen artistic al celei mai nordice tabere a lui Nansen și Johansen, 86°13,6′N, pe

Pe 3 aprilie, după mai multe zile de înaintare dificilă, Nansen a început să se întrebe în privat dacă nu cumva, până la urmă, polul nu le va fi la îndemână. Dacă suprafața nu se îmbunătățea, hrana lor nu avea să îi țină până la pol și apoi până în Țara Franz Josef. A doua zi, ei și-au calculat poziția la o dezamăgitoare latitudine de 86°3'; Nansen mărturisea în jurnalul său că: „Am devenit din ce în ce mai convins că ar trebui să ne întoarcem înainte de vreme”. După ce a făcut tabăra pe 7 aprilie, Nansen a plecat înainte în recunoaștere pe rachetele de zăpadă căutând o cale de înaintare, dar a văzut doar „un adevărat haos de blocuri de gheață care se întindea până la orizont”. El a hotărât că nu vor merge mai departe spre nord și că se vor îndrepta spre Capul Fligely din Țara Franz Josef. Nansen a înregistrat latitudinea ultimei lor tabere din nord la 86°13,6′N, cu aproape trei grade (169,6 mile marine sau 314 km) mai la nord de cel mai nordic punct atins până atunci, de către Greely.

### Retragere în Țara Franz Josef
Schimbarea direcției către sud-vest a oferit condiții de călătorie mult mai bune, probabil pentru că drumul către Țara Franz Josef era în mare paralel cu liniile de perturbare din gheață, și nu perpendicular pe acestea. Progresul a fost rapid: „Dacă lucrurile continuă așa”, consemna Nansen pe 13 aprilie, „călătoria de întoarcere va fi mai rapidă decât credeam”. Cu toate acestea, aceeași înregistrare în jurnal consemnează o întâmplare în acea zi: ceasurile ambilor stătuseră. Deși comentariul lui Nansen avea un ton moderat, incidentul avea potențialul să ducă la dezastru. Fără ora corectă, ei nu își puteau calcula longitudinea și astfel nu puteau menține cursul corect către Țara Franz Josef. Au repornit ceasurile pe baza presupunerii lui Nansen că longitudinea lor era de 86° E, dar cei doi nu mai era siguri unde se aflau. Dacă erau mai departe spre vest decât presupunea Nansen, ar fi putut să rateze cu totul Țara Franz Josef și să se îndrepte spre Atlanticul deschis.
Direcția derivei s-a modificat nord, încetinind înaintarea celor doi. Până pe 18 aprilie, după 11 zile de călătorie de la maximul nordic atins, ei au mers doar 40 de mile marine (74 km) spre sud. Ei mergeau acum pe un teren mult mai fragmentat, cu canale de apă largi. În jurul datei de 20 aprilie, au văzut o bucată mare de lemn plutind pe o banchiză, și s-au simțit încurajați de găsirea primului obiect din lumea exterioară pe care îl văzuseră de când Fram intrase în gheață. Johansen a sculptat pe el inițialele lui și ale lui Nansen, cu latitudinea și data. O zi sau două mai târziu, ei au văzut urmele unei vulpi polare, prima urmă a unei creaturi vii, alta decât câinii lor, de când au părăsit Fram. Alte urme au apărut curând și Nansen a început să creadă că pământul ar putea fi aproape.

Harta Țării Franz Josef care arată traseul lui Nansen și Johansen prin insule, din august 1895 până în iunie 1896

Latitudinea calculată la 9 mai, 84°3′N, a fost dezamăgitoare – Nansen sperase că se aflau mai la sud. Cu toate acestea, pe măsură ce înaintau, au început să vadă urme de urși, iar până la sfârșitul lunii foci, pescăruși și balene erau din belșug. După calculele lui Nansen, ei atinseseră 82°21′N pe 31 mai, aflându-se la doar 50 de mile marine (93 km) de Capul Fligely, la extremitatea nordică a Țării Franz Josef, dacă estimarea longitudinii era corectă. Pe vreme mai caldă, gheața începea să se spargă, făcând călătoria mai dificilă. Din 24 aprilie, câinii au fost uciși la intervale regulate pentru a-i hrăni pe ceilalți, iar până la începutul lunii iunie au mai rămas doar șapte dintre cei 28 inițiali. Pe 21 iunie, cei doi au aruncat tot surplusul de echipamente și provizii, plănuind să călătorească ușor și să trăiască din proviziile acum abundente de foci și păsări. După o zi de călătorie în acest fel, ei au decis să se odihnească pe o banchiză, să impermeabilizeze caiacele și să-și refacă forțele pentru următoarea etapă a călătoriei. Au rămas o lună întreagă în tabăra de pe banchiză.
Pe 23 iulie, a doua zi după părăsirea taberei, Nansen a văzut pentru prima oară în mod incontestabil uscatul. El scria: „În sfârșit, minunea s-a împlinit – pământ, pământ și după ce aproape că am renunțat la credința în el!” În zilele următoare, cei doi s-au luptat să ajungă la acest pământ, care aparent nu se apropia, deși până la sfârșitul lunii iulie auzeau sunetul îndepărtat al valurilor spărgându-se. Pe 4 august au supraviețuit unui atac al urșilor polari; două zile mai târziu au ajuns la marginea gheții și doar apa mai stătea între ei și pământ. Pe 6 august, au împușcat ultimii doi câini, au transformat caiacele într-un Catamaran, prinzând sănii și schiuri peste ele și au ridicat o pânză.
Nansen a numit acest prim pământ „Hvidtenland” („Insula Albă”). După ce și-au făcut tabăra pe un picior de gheață⁠(d), au urcat pe o pantă și s-au uitat în jur. Era evident că se aflau într-un arhipelag, dar ceea ce vedeau nu avea nicio legătură cu harta lor incompletă a Țării Franz Josef. Ei puteau continua spre sud doar în speranța de a găsi o caracteristică geografică pe care o puteau identifica cu siguranță. La 16 august, Nansen a identificat provizoriu un promontoriu ca fiind Capul Felder, marcat pe hărțile lui Payer ca fiind pe coasta de vest a Țării Franz Josef. Obiectivul lui Nansen era acum să ajungă la o colibă cu provizii aflată într-o locație cunoscută sub numele de Limanul Eira, la capătul sudic al insulelor. O expediție condusă de Benjamin Leigh Smith⁠(d) o construise în 1881. Cu toate acestea, vânturile contrare și gheața slabă au făcut ca înaintarea cu caiacul să devină periculoasă, iar la 28 august Nansen a hotărât că, odată cu apropierea unei alte ierni polare, ar trebui să rămână acolo unde se află și să aștepte primăvara următoare.

### Până la Capul Flora

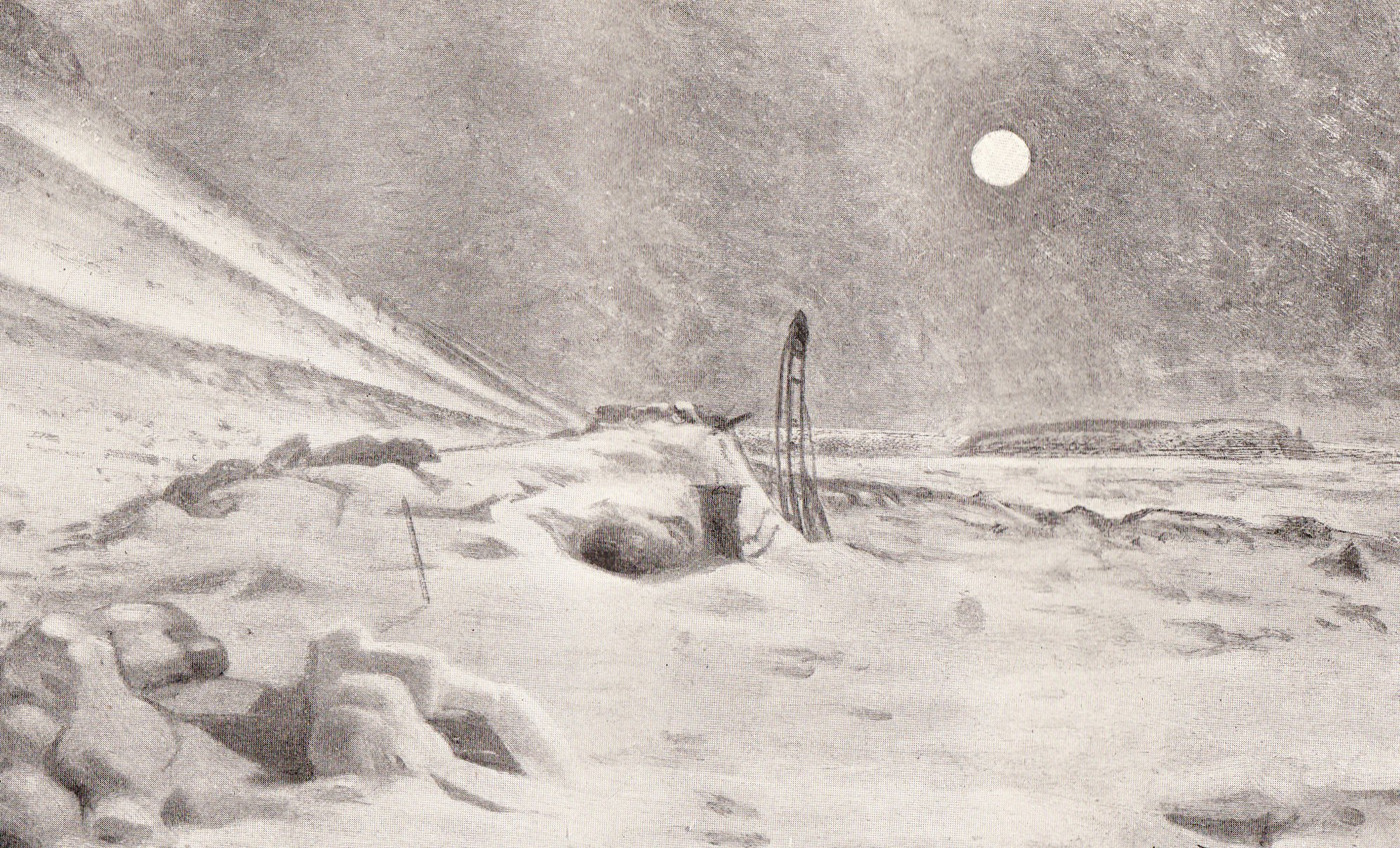
Coliba din Țara Franz Josef, acoperită de zăpadă, în care Nansen și Johansen au petrecut iarna anilor 1895–96. Un desen, bazat pe fotografia lui Nansen.

Ca bază pentru cartierele lor de iarnă, Nansen și Johansen au găsit o plajă într-un golf adăpostit pe ceea ce se numește acum Insula Jackson⁠(d), cu o cantitate mare de pietre și mușchi pentru materiale de construcție. Au excavat o gaură adâncă de trei picioare, au ridicat pereții în jurul ei folosind pietre și bolovani și au întins piei de morsă peste vârf pentru a forma un acoperiș. Un horn a fost improvizat folosind zăpadă și oase de morsă. Acest adăpost, pe care l-au numit „Gaura”, a fost în sfârșit gata pe 28 septembrie și urma să fie casa lor pentru următoarele opt luni. Situația lor era incomodă, dar nu le punea viața în pericol; erau numeroși urși, morse și foci pentru a-și aproviziona cămara. Principalul dușman era plictiseala; pentru a-și petrece timpul, a trebuit să citească almanahul de navigație și tabelele de navigație ale lui Nansen la lumina lămpii, apoi să le citească din nou.
De Crăciun, cei doi au sărbătorit cu ciocolată și pâine din rațiile lor de pe sanie. În ajunul Anului Nou, Johansen a consemnat că Nansen a adoptat în cele din urmă formula familiară de adresare, după ce până atunci vorbiseră între ei cu „domnule Johansen”, „profesore Nansen”, pe tot parcursul călătoriei. În ziua de Anul Nou, ei și-au confectionat îmbrăcăminte exterioară simplă – haine și pantaloni – dintr-un sac de dormit dezafectat, pregătiți pentru reluarea călătoriei când vremea se încălzește. La 19 mai 1896, după săptămâni de pregătire, erau gata. Nansen a lăsat un bilet în colibă pentru a-l informa pe un posibil găsitor: „Mergem spre sud-vest, de-a lungul uscatului, pentru a trece în Spitsbergen”.
Timp de mai bine de două săptămâni, ei au urmat linia țărmului spre sud. Nimic din ceea ce au văzut nu părea să se potrivească cu harta lor rudimentară a Țării Franz Josef, iar Nansen a început să se întrebe dacă nu cumva se aflau pe tărâmuri neexplorate între Țara Franz Josef și Spitsbergen. Pe 4 iunie, o schimbare a vremii le-a permis să-și lanseze caiacele pentru prima dată de când și-au părăsit cartierele de iarnă. O săptămână mai târziu, Nansen s-a văzut obligat să se scufunde în apele înghețate pentru a salva caiacele care, încă legate între ele, se îndepărtaseră după ce fuseseră ancorate neglijent. A reușit să ajungă la ambarcațiune și, cu un ultim efort, să se urce la bord. Deși era înghețat până la oase, a împușcat și a recuperat două guilemote⁠(d) în timp ce vâslea cu catamaranul înapoi.

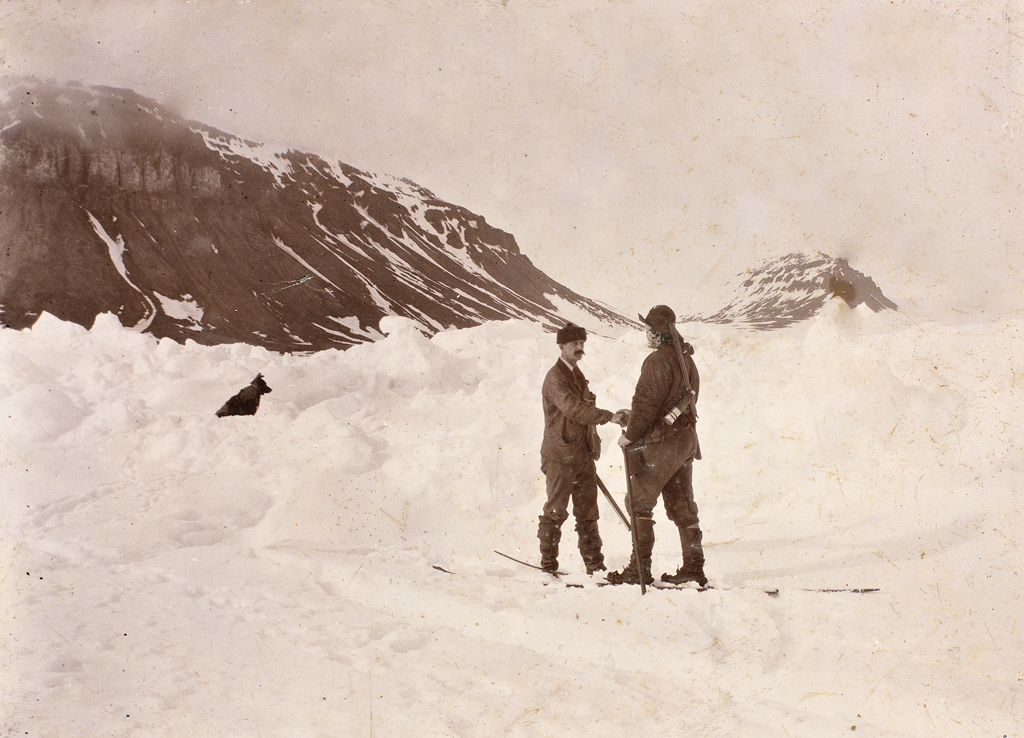
Întâlnirea Nansen-Jackson de la Capul Flora, (fotografie aranjată făcută la câteva ore după întâlnirea inițială)

Pe 13 iunie, morsele au atacat și au deteriorat caiacele, provocând încă o oprire pentru reparații. Pe 17 iunie, când se pregăteau să plece din nou, lui Nansen i s-a părut că a auzit un lătrat de câine și a mers să investigheze. Apoi a auzit voci și câteva minute mai târziu a întâlnit o ființă umană. Era Frederick Jackson, care își organizase propria expediție în Țara Franz Josef după ce fusese respins de Nansen și și-a stabilit cartierul general la Capul Flora, pe insula Northbrook⁠(d), cea mai sudică insulă a arhipelagului. Relatarea lui Jackson consemnează că prima sa reacție la această întâlnire neașteptată a fost să presupună că persoana din fața lui este un marinar naufragiat, poate de la nava de aprovizionare a expediției Windward, care trebuia să sosească în acea vară. Când s-a apropiat, Jackson a văzut „un bărbat înalt, purtând o căciulă moale de pâslă, confecționată lejer, haine voluminoase și păr și barbă lungi și încâlcite, toate mirosind a untură neagră”. După o clipă de ezitare jenată, Jackson și-a recunoscut vizitatorul: „Dumneata ești Nansen, nu-i așa?” și a primit răspunsul „Da, eu sunt Nansen”.
Johansen a fost și el salvat, iar cei doi au fost duși la baza de la Capul Flora, unde au pozat pentru fotografii (una dintre ele refăcând întâlnirea Jackson-Nansen) înainte de a face baie și a se tunde. Ambii păreau sănătoși, în ciuda calvarului lor; Nansen câștigase 9,5 kg în greutate de la începutul expediției și Johansen 5,9 kg. În onoarea salvatorului său, Nansen a numit insula pe care au iernat „Insula Frederick Jackson”. În următoarele șase săptămâni, Nansen nu a avut nimic de făcut decât să aștepte sosirea lui Windward, îngrijorat că ar putea fi nevoit să petreacă iarna la Capul Flora și, uneori, regretând că el și Johansen nu se îndreptaseră spre Spitsbergen. Johansen a consemnat în jurnalul său că Nansen se schimbase de la personalitatea arogantă din vremurile lui Fram și era acum supus și politicos, convins că nu va mai întreprinde niciodată o astfel de călătorie. Pe 26 iulie, Windward a sosit în sfârșit; pe 7 august, cu Nansen și Johansen la bord, ea a navigat spre sud și pe 13 august a ajuns la Vardø. A fost trimis un lot de telegrame, informând lumea despre întoarcerea în siguranță a lui Nansen.

### Deriva (faza a doua)

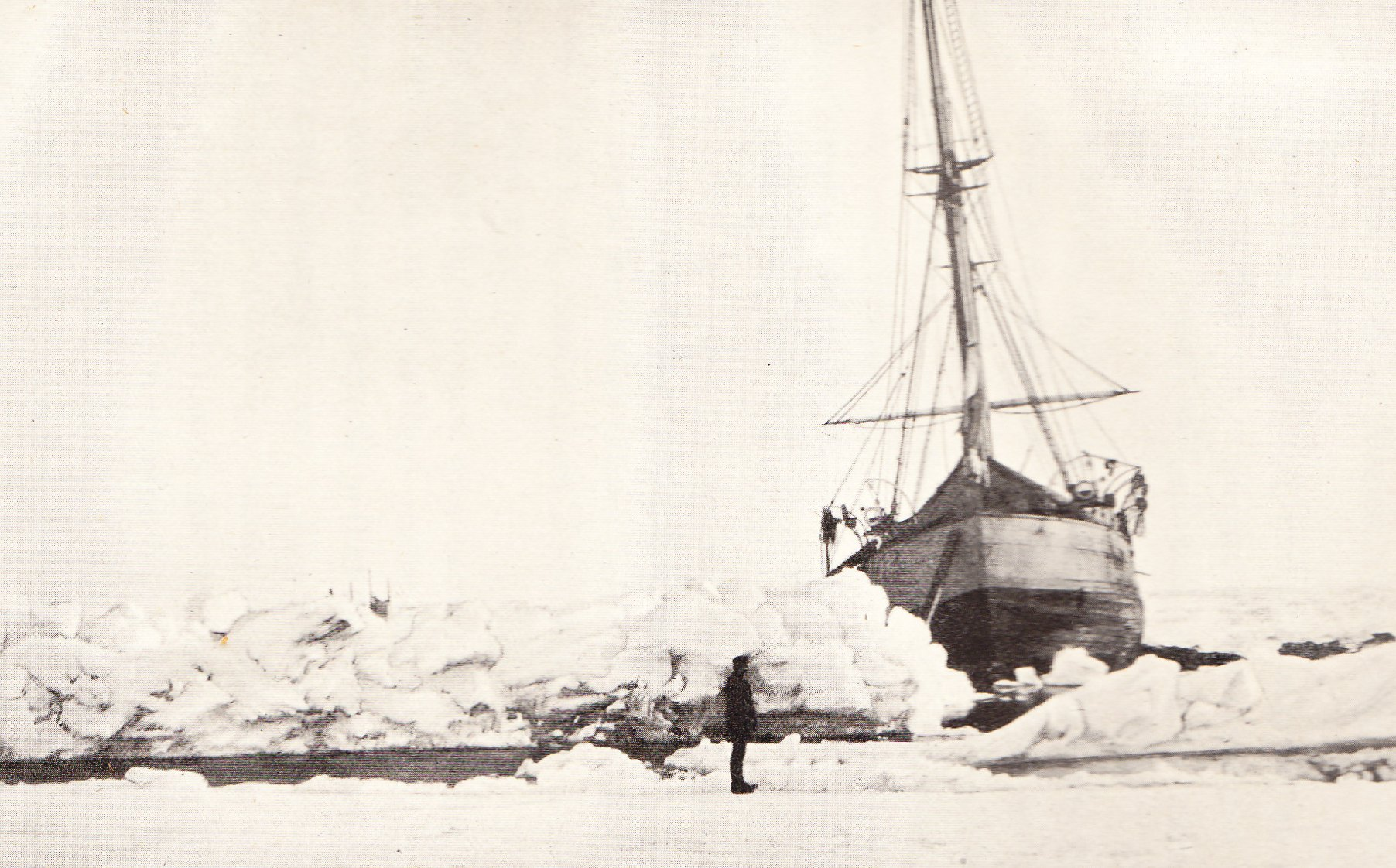
Un fir de apă se deschide în fața lui Fram, mai 1896

Înainte de plecarea sa de pe Fram, Nansen l-a numit pe Sverdrup lider al restului expediției, cu ordine să continue deriva spre Oceanul Atlantic, cu excepția cazului în care circumstanțele justifică abandonarea navei și mersul către uscat. Nansen a lăsat instrucțiuni precise despre menținerea activității științifice, în special sondarea adâncimii oceanului și testele pentru grosimea gheții. El a concluzionat: „Să ne întâlnim în Norvegia, fie că este la bordul acestei nave sau fără ea”.
Sarcina principală a lui Sverdrup era acum să-și țină echipajul ocupat. El a ordonat o curățenie de primăvară⁠(d) amănunțită și a organizat o grupă pentru a îndepărta o parte din gheața din jur, care amenința să destabilizaze nava. Deși nu exista niciun pericol imediat pentru Fram, Sverdrup a supravegheat repararea și revizia săniilor și organizarea proviziilor în cazul în care, până la urmă, ar fi necesar să abandoneze nava și să meargă pe jos spre uscat. Odată cu sosirea vremii mai calde, odată cu apropierea verii anului 1895, Sverdrup a reluat practicarea zilnică a schiului. Printre aceste activități, a continuat și un program complet de activități meteorologice, magnetice și oceanografice sub conducerea lui Scott Hansen; Fram devenise un laborator oceanografic, meteorologic și biologic în mișcare.
Pe măsură ce deriva continua, oceanul devenea mai adânc; sondajele⁠(d) relevau adâncimi succesive de 1.800 m, 2.700 m și 3.700 m, o progresie care indicat faptul că în apropiere nu se afla nicio masă de pământ nedescoperită. La 15 noiembrie 1895 Fram a atins 85°55′N, cu doar 19 mile marine 35 km sud de latitudinea nordică maximă atinsă de Nansen. Din acest punct încolo, deriva a fost în general spre sud și vest, deși înaintarea a fost pentru perioade lungi aproape imperceptibilă. Inactivitatea și plictiseala au dus la creșterea consumului de alcool; Scott Hansen a consemnat că Crăciunul și Anul Nou au trecut „cu obișnuitul punci fierbinte și mahmureala în consecință” și a scris că „devine din ce în ce mai dezgustat de beție”. Până la jumătatea lui martie 1896, poziția era 84°25′N, 12°50′E, nava aflându-se astfel la nord de Spitsbergen. Pe 13 iunie s-a deschis un canal și, pentru prima dată în aproape trei ani, Fram a devenit o navă vie. Au mai trecut două luni până când, la 13 august 1896, a găsit apă deschisă și, cu o salvă de tun, a lăsat gheața în urmă. Ea a ieșit din gheață puțin la nord și la vest de Spitsbergen, aproape de predicția inițială a lui Nansen, dovedind că el a avut dreptate și detractorilor săi se înșelau. Mai târziu, în aceeași zi, a fost văzută o navă — Søstrone, un vas de vânat foci⁠(d) din Tromsø. Sverdrup a vâslit cu barca până la ea și a urcat la bord să întrebe de vești și a aflat că nu se auzise nimic de la Nansen. Fram a optit pentru scurt timp la Spitsbergen, unde exploratorul-inginer suedez Salomon Andrée se pregătea pentru zborul cu balonul care spera să-l ducă la pol⁠(d). După o scurtă perioadă de timp petrecută pe țărm, Sverdrup și echipajul său au început călătoria spre sud, spre Norvegia.

## Reîntâlnirea și primirea

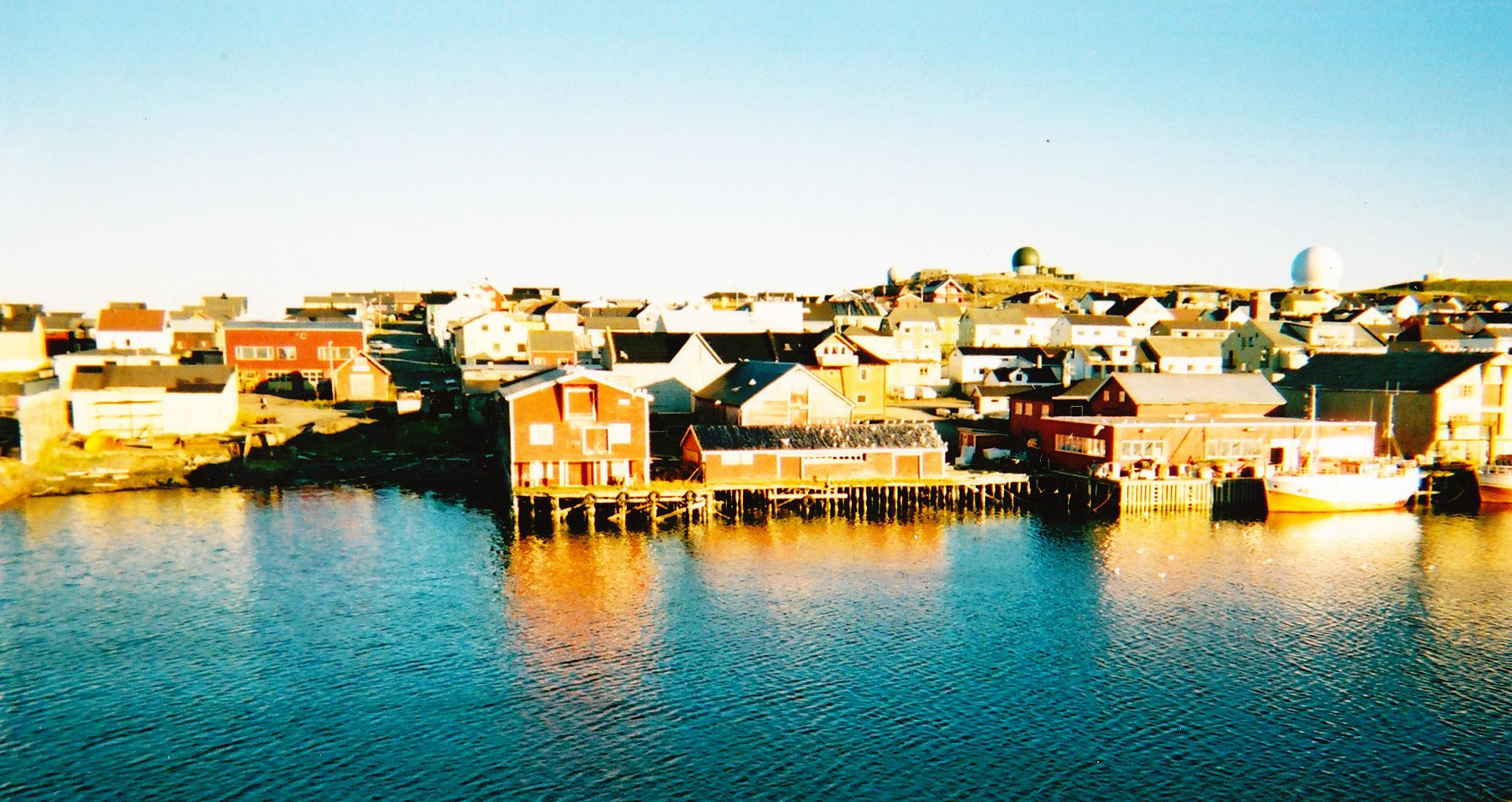
Portul Vardø din nordul Norvegiei, unde Nansen și Johansen s-au întors pe pământ norvegian la

În cursul expediției, au circulat zvonuri cum că Nansen ar fi ajuns la Polul Nord, primul încă din aprilie 1894, în ziarul francez Le Figaro. În septembrie 1895, Eva Nansen a fost informată că au fost descoperite mesaje semnate de Nansen, „trimise de la Polul Nord”. În februarie 1896, The New York Times a difuzat o depeșă de la Irkutsk, în Siberia, de la un presupus agent al lui Nansen, susținând că Nansen ar fi ajuns la pol și ar fi găsit pământ acolo. Charles P. Daly de la Societatea Americană de Geografie⁠(d) a spus că această știre este „uluitoare” și, „dacă este adevărată, ar fi cea mai importantă descoperire care a făcută de secole”.
Experții erau sceptici cu privire la toate aceste rapoarte, iar sosirea lui Nansen la Vardø le-a pus capăt. La Vardø, el și Johansen au fost întâmpinați de profesorul Mohn, inițiatorul teoriei derivei polare, care se afla în oraș din întâmplare. Cei doi au așteptat ca vaporul poștal săptămânal să-i ducă spre sud, iar pe 18 august au sosit la Hammerfest unde au fost primiți cu entuziasm. Lipsa de știri despre Fram îl îngrijora pe Nansen; cu toate acestea, pe 20 august, a primit vestea că Sverdrup adusese nava în micul port Skjervøy⁠(d), la sud de Hammerfest, iar acum continua cu ea spre Tromsø. A doua zi, Nansen și Johansen au mers pe mare la Tromsø și s-au alăturat camarazilor lor într-o reuniune emoționantă.
După câteva zile de sărbătoare și recuperare, nava a părăsit Tromsø pe 26 august. Călătoria spre sud a fost o procesiune triumfală, cu recepții în fiecare port. Fram a ajuns în cele din urmă în Christiania pe 9 septembrie, escortată în port de o escadrilă de nave de război și primită de mii de oameni — cele mai mari mulțimi pe care orașul le-a văzut vreodată, potrivit lui Huntford. Nansen și echipajul său au fost primiți de regele Oscar; în drum spre recepție, au trecut printr-un arc triumfal format din 200 de gimnaști. Nansen și familia sa au rămas la palat ca oaspeți speciali ai regelui; Johansen, în schimb, a rămas în plan secund, în mare măsură trecut cu vederea și scriind că „realitatea, la urma urmei, nu este atât de minunată pe cât mi se părea în mijlocul grelei noastre vieți”.

## Evaluarea și urmările

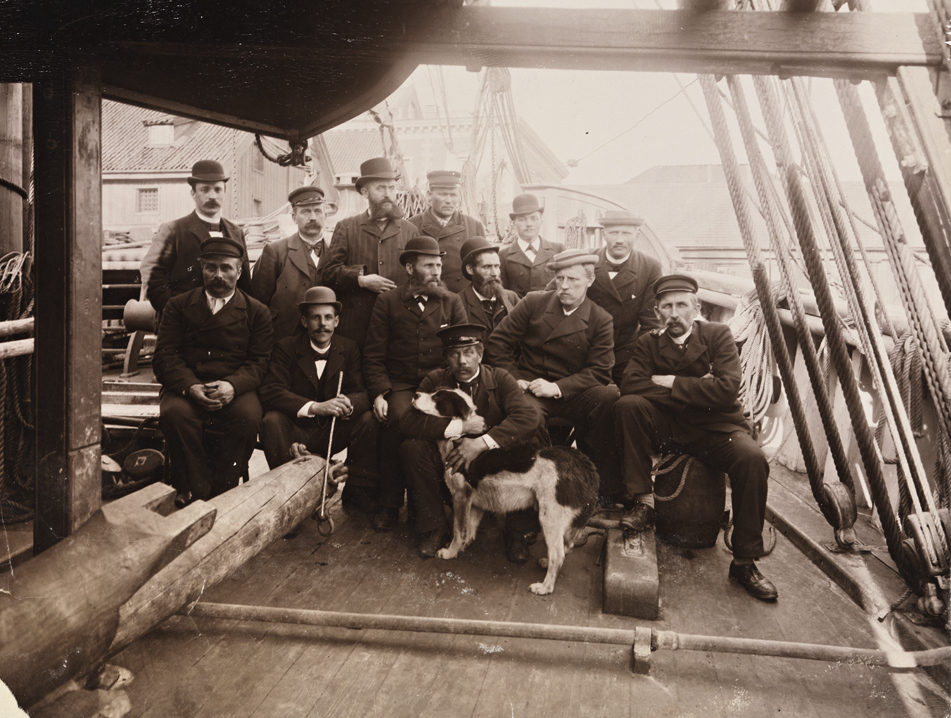
Membrii expediției după întoarcerea lui Fram în Christiania în august 1896. Rândul din spate, de la stânga la dreapta: Blessing, Nordhal, Mogstad, Henriksen, Pettersen, Johansen. Așezați: Bentzen, Scott Hansen, Sverdrup, Amundsen (cu câinele), Jacobsen, Nansen, Juell

Abordarea tradițională a explorărilor arctice se baza pe forțe la scară largă, cu prezumția că tehnicile europene ar putea fi transplantate cu succes în ostilul climat polar. De-a lungul anilor, această strategie a adus puține succese și a dus la pierderi grele de oameni și nave. Prin contrast, metoda lui Nansen de a folosi un echipaj mic dar bine antrenat, și de a valorifica expertiza inuiților și samilor în metodele sale de călătorie, a asigurat finalizarea expediției sale fără nicio victimă și fără vreun accident major.
Deși nu și-a atins obiectivul de a ajunge la Polul Nord, expediția a făcut descoperiri geografice și științifice majore. Sir Clements Markham⁠(d), președintele Societății Regale de Geografie din Regatul Unit, a declarat că expediția a rezolvat „întreaga problemă a geografiei arctice”. Acum s-a stabilit că Polul Nord nu era situat pe uscat, nici pe vreo calotă permanentă de gheață, ci pe imprevizibila banchiză în mișcare. Oceanul Arctic era un bazin adânc, fără mase de uscat semnificative la nord de continentul eurasiatic – orice întindere ascunsă de pământ ar fi blocat libera circulație a gheții. Nansen a demonstrat teoria derivei polare; în plus, el observase prezența unei forțe Coriolis care conduce gheața în dreapta direcției vântului, datorită efectului de rotație a Pământului. Această descoperire avea să fie dezvoltată de discipolul lui Nansen, Vagn Walfrid Ekman⁠(d), care mai târziu a devenit cel mai mare oceanograf al timpului său. Din programul său de observație științifică, expediția a furnizat primele informații oceanografice detaliate din zonă; cu timpul, datele științifice adunate în timpul călătoriei lui Fram aveau să se adune în șase volume publicate.
De-a lungul expediției, Nansen a continuat să experimenteze cu echipamente și tehnici, modificând designul schiurilor și săniilor și cercetând tipuri de îmbrăcăminte, corturi și aparate de gătit, revoluționând astfel metodele de călătorie în Arctica. În epoca explorării polare care a urmat întoarcerii lui, exploratorii au căutat de regulă sfaturile lui Nansen cu privire la metode și echipamente — deși uneori au ales să nu le urmeze, de obicei spre paguba lor. Potrivit lui Huntford, eroii de la Polul Sud Amundsen, Scott și Ernest Shackleton au fost toți acoliți ai lui Nansen.
Statutul lui Nansen nu a fost niciodată serios contestat, deși nu a scăpat de critici. Exploratorul american Robert Peary s-a întrebat de ce Nansen nu s-a întors pe navă când cursa sa polară a fost zădărnicită după doar trei săptămâni. „I-a fost rușine să se întoarcă după o absență atât de scurtă, sau a fost o dispută... sau a plecat în Țara Franz Josef în căutarea senzaționalului sau pentru profit?” Adolphus Greely, care inițial a respins întreaga expediție ca fiind imposibilă, a recunoscut că i s-a dovedit contrariul, dar a atras totuși atenția asupra „singurului defect” – decizia lui Nansen de a-și lăsa camarazii la sute de mile de uscat. „Nu este de înțeles”, scria Greely, „cum ar fi putut Nansen să se abată astfel de la cea mai sacră datorie ce revine comandantului unei expediții navale”. Reputația lui Nansen a supraviețuit totuși; la o sută de ani după expediție, exploratorul britanic Wally Herbert⁠(d) a numit călătoria lui Fram „unul dintre cele mai inspirate exemple de inteligență curajoasă din istoria explorării”.
Călătoria lui Fram a fost ultima expediție a lui Nansen. A fost numit profesor cercetător la Universitatea din Christiania în 1897 și profesor de oceanografie în 1908. S-a îmbogățit ca urmare a publicării relatării expediției; în cariera sa ulterioară, a slujit noul regat independent al Norvegiei în diferite funcții și a fost distins cu Premiul Nobel pentru Pace pe anul 1922, ca recunoaștere a muncii sale în folosul refugiaților. Hjalmar Johansen nu a revenit niciodată la viață normală. După ani de derivă, datorii și beție, i s-a oferit ocazia, prin influența lui Nansen, să se alăture expediției lui Roald Amundsen la Polul Sud în 1910. Johansen s-a certat violent cu Amundsen în tabăra de bază a expediției și a fost omis din grupul care a mers spre Polul Sud. S-a sinucis la un an de la întoarcerea sa din Antarctica. Otto Sverdrup a rămas căpitanul lui Fram, iar în 1898 a dus nava, cu un nou echipaj, în Arctica canadiană pentru patru ani de explorări. În anii următori, Sverdrup a ajutat la strângerea de fonduri care au permis ca nava să fie restaurată și ancorată într-un muzeu permanent. A murit în noiembrie 1930, la șapte luni după moartea lui Nansen.
Recordul de maxim nordic atins de Nansen a rezistat puțin mai mult de cinci ani. La 24 aprilie 1900, un grup de trei persoane dintr-o expediție italiană condusă de Ducele de Abruzzi a ajuns la 86°34′N, după ce a părăsit Țara Franz Josef cu câini și sănii pe 11 martie. Grupul abia s-a întors; unul dintre grupurile lor de sprijin de trei oameni a dispărut complet.